# Alstom
Alstom là công ty đa quốc gia của Pháp chuyên về lĩnh vực giao thông và vận tải, và là một trong những công ty hàng đầu thế giới về đường sắt (bao gồm tàu hỏa, xe điện mặt đất và tàu điện ngầm). Alstom ra đời từ tên ghép "Alsace" và "Thomson". Alstom là thỏa thuận dung hợp vào năm 1928 giữa Công ty xây dựng cơ khí Alsace (SACM) có trụ sở ở Mulhouse với Công ty khai khoáng Thomson Houston (CFTH). Cả hai công ty đều chuyên về các lĩnh vực sản xuất đầu máy xe lửa, đường sắt, hạ tầng và xây dựng đường điện. Công ty đổi tên thành Alsthom vào năm 1932, rồi Alsthom Atlantique vào năm 1976, GEC-Alsthom vào năm 1989 rồi cuối cùng Alstom từ năm 1998 tới nay.
Alstom trực thuộc tập đoàn Alcatel-Alsthom vốn là Tổng công ty điện lực Pháp (CGE), trước khi chuyển giao sang tập đoàn đa quốc gia General Electric Company vào năm 1989 và đổi tên thành GEC-Alstom. Không lâu sau đó công ty niêm yết trên sàn chứng khoán dưới hình thức cổ phiếu độc lập. Trong khoảng từ 2014 tới 2018, General Electric sở hữu toàn bộ phần "điện hóa" của Alstom, chủ yếu được đặt tại Belfort.
Tháng 1 năm 2021, Alstom thành công trong việc mua lại và thâu tóm đối thủ cạnh tranh Bombardier Transport từ Canada. Sự kiện này đưa Alstom trở thành công ty đường sắt lớn thứ hai thế giới.